# Urolf (Niederaltaich)
Urolf (* 8. Jahrhundert; † 29. Juni um 814) war ein baierischer Benediktiner und von 788 bis 814 der dritte Abt von Niederaltaich.

## Leben
Urolf gehörte zu den führenden Persönlichkeiten der Reichskirche Karls des Großen. Er nahm 794 an der Synode von Frankfurt teil, 802 an der Synode in Reisbach und 806 am Landtag in Altötting. Karl beauftragte ihn mit der Schlichtung eines Streits zwischen Bischof Otto von Freising und dem Königskloster Tegernsee.
Urolf ließ ein Verzeichnis der zu Niederaltaich gehörenden Güter anfertigen, den Breviarius Urolfi. Das von ihm gegründete Tochterkloster in Oberösterreich und die dabei entstandene Siedlung Aurolzmünster (aus Urolfsmünster) sind nach ihm benannt.